# Бертран Гашо
Бертран Гашо (на френски: Bertrand Gachot) е белгийско-френски пилот от Формула 1, роден на 23 декември 1962 г., състезаващ се за отборите на Оникс Ф1, Колони, Джордан, Ларус, Пасифик Ф1.
Роден е в Люксембург от баща французин и майка германка. Първоначално започва да се състезава за Белгия с разрешително от FIA, въпреки френския си паспорт, а от 1992 г. за Франция. Украсява каската си с флага на европейската общност, поради което получава от медиите прозвището „Мистър Европа“.

## Кариера
Гашо започва да се състезава с карт когато е на 15 години. През 1983 посещава състезателното училище Winfield във Франция. След това се фокусира върху състезателната си кариера, като участва във Формула Форд 1600. През 1986 печели британския шампионат Формула Форд.
През 1987 Гашо се включва в британската Формула 3 финиширайки втори в шампионата за отбора на West Surrey Racing. През 1988 г. се състезава във Формула 3000, но няма особни успехи. През 1989 дебютира във Формула 1 и е вторият белгиец след Тиери Бутсен. Състезава за малкия отбор Оникс Ф1. Въпреки неговото добро начало, след изказвания в пресата, Гашо губи мястото в отбора преди края на сезона, но се връща през 1990 за отбора на Колони с двигателите Субару, с малки успехи.
През 1991 Гашо се състезава за новия отбор Джордан Гран При, помагайки да завършат пети в крайното класиране при отборите. През този сезон прекарва 2 месеца в Лондонския затвор, поради факта че е напръскал със сълзотворен газ таксиметров шофьор в Лондон. С това дава шанс на Михаел Шумахер да дебютира за Джордан Гран При за Гран при на Белгия. Гашо пропуска четири състезания. В отбора на Джордан не се интересуват от белгиеца след завръщането му и неговото място е заето от италианеца Алесандро Дзанарди за последните две състезания в Япония и Австралия. Все пак Гашо участва в тези състезания за отбора на Ларус, замествайки Ерик Бернар. През следващата година той остава във френския тим, като негов съотборник е японеца Укио Катаяма, но записва само една точка за Голямата награда на Монако където финишира 6-и.
През 1994 г. се състезава за отбора на Пасифик, като в началото на сезона участва само в 5 състезания и не записва нито една точка. През 1995 остава в отбора, където приключва и кариерата му.
Паралелно с кариерата си във Формула 1 през 1991 г. Бертран Гашо е победител в престижното състезание за издръжливост 24-те часа на Льо Ман. Той се състезава с прототип на Мазда, заедно с Джони Хърбърт и Фолкер Вайдлер.
Гашо има общо 84 старта от които 47 участва в състезания. Той никога в кариерата не е спечелил ГП, но той записа в актива си 5 точки по времето откакто е във Формула 1 и записа единствената най-бърза обиколка за Голямата награда на Унгария през 1991 за отбора на Джордан.

## Класирания в състезания за Формула 1
| Година | Отбор/Тийм                 | Шаси               | Двигател                 | 1        | 2        | 3        | 4        | 5        | 6        | 7        | 8        | 9        | 10       | 11      | 12      | 13      | 14      | 15      | 16      | 17    | WDC  | Точки |
| ------ | -------------------------- | ------------------ | ------------------------ | -------- | -------- | -------- | -------- | -------- | -------- | -------- | -------- | -------- | -------- | ------- | ------- | ------- | ------- | ------- | ------- | ----- | ---- | ----- |
| 1989   | Монетрон Оникс Формула 1   | Оникс ORE-1        | Форд DFR 3.5 V8          | BRA DNPQ | SMR DNPQ | MON DNPQ | MEX DNPQ | USA DNPQ | CAN DNPQ | FRA 13   | GBR 12   | GER DNQ  | HUN Ret  | BEL Ret | ITA Ret | POR     | ESP     |         |         |       | НК   | 0     |
| 1989   | Риал Рейсинг               | Риал ARC2          | Форд DFR 3.5 V8          |          |          |          |          |          |          |          |          |          |          |         |         |         |         | JPN DNQ | AUS DNQ |       | НК   | 0     |
| 1990   | Субару Колони Рейсинг      | Колони C3B         | Субару 1235 F12          | USA DNPQ | BRA DNPQ | SMR DNPQ | MON DNPQ | CAN DNPQ | MEX DNPQ | FRA DNPQ | GBR DNPQ |          |          |         |         |         |         |         |         |       | НК   | 0     |
| 1990   | Колони Рейсинг Srl         | Колони C3C         | Форд DFR 3.5 V8          |          |          |          |          |          |          |          |          | GER DNPQ | HUN DNPQ | BEL DNQ | ITA DNQ | POR DNQ | ESP DNQ | JPN DNQ | AUS DNQ |       | НК   | 0     |
| 1991   | Team 7UP Джордан           | Джордан 191        | Форд HB4 3.5 V8          | USA 10   | BRA 13   | SMR Ret  | MON 8    | CAN 5    | MEX Ret  | FRA Ret  | GBR 6    | GER 6    | HUN 9    | BEL     | ITA     | POR     | ESP     | JPN     |         |       | 13-и | 4     |
| 1991   | Ларус Ф1                   | Лола LC91          | Форд DFR 3.5 V8          |          |          |          |          |          |          |          |          |          |          |         |         |         |         |         | AUS DNQ |       | 13-и | 4     |
| 1992   | Сентрал Парк Вентури Ларус | Вентури Ларус LC92 | Lamborghini 3512 3.5 V12 | RSA Ret  | MEX 11   | BRA Ret  | ESP Ret  | SMR Ret  | MON 6    | CAN DSQ  | FRA Ret  | GBR Ret  | GER 14   | HUN Ret | BEL 18  | ITA Ret | POR Ret | JPN Ret | AUS Ret |       | 19-и | 1     |
| 1994   | Пасифик Гран При Ltd       | Пасифик PR01       | Илмор 2175A 3.5 V10      | BRA Ret  | PAC DNQ  | SMR Ret  | MON Ret  | ESP Ret  | CAN Ret  | FRA DNQ  | GBR DNQ  | GER DNQ  | HUN DNQ  | BEL DNQ | ITA DNQ | POR DNQ | EUR DNQ | JPN DNQ | AUS DNQ |       | НК   | 0     |
| 1995   | Пасифик Гран При Ltd       | Пасифик PR02       | Ford EDC 3.0 V8          | BRA Ret  | ARG Ret  | SMR Ret  | ESP Ret  | MON Ret  | CAN Ret  | FRA Ret  | GBR 12   | GER      | HUN      | BEL     | ITA     | POR     | EUR     | PAC Ret | JPN Ret | AUS 8 | НК   | 0     |